# ジョン・パーキンズ
ジョン・パーキンズ（John Perkins、1945年1月28日 - ）はアメリカ合衆国・ニューハンプシャー州ハノーヴァー生まれの活動家、作家。 Dream Change 理事長, 。

## 略歴
- 1960年代、 ミドルベリ・カレッジ、w:Boston University School of Management で修学。
- 1971 - 1981年、コンサルティング会社「Chas. T. Main]」チーフエコノミスト
- 1980年代、エネルギー会社を設立
- 1980年代後半、エネルギー会社を売却
- エクアドル、世界各国のNPO活動に参加

## 著作
- 「エコノミック・ヒットマン 途上国を食い物にするアメリカ 」2004年、 ISBN 0-452-28708-1
  - かつて自身がアメリカ合衆国の陰謀として、第3世界諸国に対する搾取に関わった事実を論じる。
- The Secret History of the American Empire、2007年、ISBN 0-52595-015-X
  - グローバリゼーションによって、第3世界の経済・自然へもたらされる状況。社会的責任を伴う方向性の提示。

先住民族・シャーマニズムに関する著作
- Psychonavigation: Techniques for Travel Beyond Time, ISBN 0-89281-800-X
- Shapeshifting: Shamanic Techniques for Global and Personal Transformation, ISBN 0-89281-663-5
- The World Is As You Dream It
- The Stress-Free Habit
- The Spirit of the Shuar